# Rooster Cogburn
Rooster Cogburn is een Amerikaanse western uit 1975, geregisseerd door Stuart Millar met in de hoofdrollen John Wayne en Katharine Hepburn. De film is het vervolg op True Grit uit 1969.

## Verhaal
U.S. Marshal Rooster Cogburn (John Wayne) is vanwege zijn drankverslaving en agressiviteit, uit zijn functie ontheven. Hij krijgt een kans om in het reine te komen, wanneer een dorpje wordt overvallen door een bende criminelen, en pastoor George Goodnight (Jon Lormer) hebben vermoord. Eula Goodnight (Katharine Hepburn), de dochter van de pastoor, wil aan Roosters zijde achter de moordenaars van haar vader aangaan. 

## Cast
| Acteur            | Personage                   |
| ----------------- | --------------------------- |
| John Wayne        | Reuben J. "Rooster" Cogburn |
| Katharine Hepburn | Eula Goodnight              |
| Anthony Zerbe     | Breed                       |
| Richard Jordan    | Hawk                        |
| John McIntire     | Judge Parker                |
| Richard Romancito | Wolf                        |
| Paul Koslo        | Luke                        |
| Strother Martin   | Shanghai McCoy              |
| Tommy Lee         | Chen Lee                    |
| Jack Colvin       | Red                         |
| Jon Lormer        | Rev. George Goodnight       |
| Lane Smith        | Leroy                       |
| Warren Vanders    | Bagby                       |
| Jerry Gatlin      | Nose                        |